# Австралийская администрация лекарственных средств
Австралийская администрация лекарственных средств или TGA — регулятивный орган для терапевтических товаров (включая лекарства, медицинские устройства, генную технологию, и препараты крови) в Австралии. Это — Подразделение австралийского Министерства здравоохранения и Геронтологии, установленного согласно Терапевтическому закону 1989 о Товарах (Cth). TGA отвечает за проведение оценки и контролироля качества терапевтических товаров, гарантирует, что терапевтические товары, доступные в Австралии, соответствуют нормативам и постоянно проверяются.

## Отделения TGA
TGA имеет несколько отделений, которые включают:
- Безопасность Препарата и Оценки (DSEB), ответственный за регулирование фармпрепаратов
- Лекарства, продаваемые без рецепта (NPMB), ответственный за регулирование БАДов, нутрицевтиков, парафармацевтиков
- Офис Устройств, Крови и Тканей (ODBT)
- Офис Генного Регулятора Технологии (OGTR)

## Экспертные Совещательные комитеты TGA
TGA поддержан в его работе многими внешними опытными совещательными комитетами, включая:
- Австралийский Комитет по Оценке Препарата (ADEC) — для лекарств предписания
- Совещательный комитет неблагоприятных Реакций Препарата (ADRAC)
- Комитет по Оценке Лекарств (MEC) — для внебиржевых лекарств
- Дополнительный Комитет по Оценке Лекарств (CMEC) — для дополнительных лекарств
- Терапевтический Комитет по Оценке Устройств (TDEC) — для медицинских устройств
- Национальный Комитет по Планированию Наркотиков и Ядов (NDPSC)
- Терапевтический Комитет по Товарам (TGC)